# The Robocop Kraus
The Robocop Kraus est un groupe allemand de post-punk, originaire de Hersbruck et Nuremberg.

## Histoire
En 1998, Robocop Kraus se forme en tant que projet parallèle à partir des groupes Cyan et Maggat. La condition était que les membres respectifs jouent chacun d'autres instruments que dans les projets précédents. Peu de temps après, Roman Maul est remplacé par Tobias Helmlinger et le groupe est complété par le claviériste Markus Steckert. Leur premier album paraît encore sur le label discographique Swing Deluxe, leur deuxième sur le label tchèque Day After. Le troisième album Robocop Kraus, Living with Other People, attire l'attention de la presse et sort sur le label hambourgeois L'Âge d'or. Le quatrième album studio, They Think They Are the Robocop Kraus, produit par Pelle Gunnerfeldt, qui a déjà produit The Hives et The (International) Noise Conspiracy, sort non seulement chez L'Âge d'or, mais aussi sur le label américain de punk rock Epitaph,. Au même moment, Hans-Christian Fuss (batteur d'Hidalgo) remplace le membre fondateur Johannes Uschalt à la batterie, qui souhaitait se concentrer sur sa carrière de professeur de lycée et enseigne désormais au Dürer-Gymnasium de Nuremberg. 
En 2006, le groupe effectue une tournée aux États-Unis en compagnie du groupe britannique Art Brut. En été 2006, le groupe reçoit un prix d'encouragement de la ville de Nuremberg, doté de 5 000 euros. En septembre 2006, le bassiste Tobias Helmlinger annonce son départ du groupe pour, selon les termes du communiqué officiel, « se concentrer sur d'autres choses ». Le dernier album Blunders and Mistakes sort le 21 septembre 2007 chez PIAS, la basse était tenue par Peter Tiedeken, qui a cependant quitté le groupe à l'été 2008.
Robin van Velzen (The Mother the Son and the Holy Ghost) devient le nouveau bassiste du groupe. Avec lui, Robocop Kraus travaille sur un nouvel album studio qui est annoncé en 2010, mais qui ne sortira jamais. Le site web du groupe n'est pas mis à jour de mai 2010 à avril 2014 ; la dernière date de concert annoncée sur ce site était le 23 juillet 2010. Durant cette période, il n'y a plus eu d'annonces officielles ou d'interviews du groupe ou de ses membres. Cependant, Eddie Argos, le leader d'Art Brut, ami du chanteur de Robocop Kraus Thomas Lang, déclare dans une interview en août 2013 que The Robocop Kraus s'était malheureusement séparé.
Le 1er avril 2014, les organisateurs du Phono Pop Festival de Rüsselsheim annoncent sur leur page Facebook que le groupe jouerait lors du 9e Phono Pop Festival à la mi-juillet 2014. En outre, le groupe se produit également au Fusion Festival 2014. Tobias Helmlinger, membre fondateur, fait à nouveau partie du groupe en tant que bassiste lors de ces représentations. En 2015, 2016 et début 2017, le groupe continue de jouer sporadiquement en concert, notamment au festival Agratamagatha.
En novembre 2022, la compilation Why Robocop Kraus Became the Love of My Life sort et comprend des morceaux datant de 1999 à 2021, dont certains étaient déjà parus auparavant sur des EP et comme faces B, et d'autres étaient encore inédits. Parallèlement, une tournée en Allemagne et la sortie d'un nouvel album sont annoncées pour 2023.
Le 14 avril 2023, Robocop Kraus (désormais sans « The ») sort l'album Smile sur le label discographique indépendant hambourgeois Tapete Records. Robocop Kraus sont maintenant six, le membre fondateur Johannes Uschalt alterne avec Hans-Christian Fuss à la batterie, aux percussions et à la guitare.

## Discographie

### Albums studio
- 1999 : Inferno Nihilistique 2000
- 2001 : Tiger
- 2003 : Living with Other People
- 2005 : They Think They Are the Robocop Kraus
- 2007 : Blunders and Mistakes
- 2023 : Smile

### EP
- 1998 : The Robocop Kraus / The Cherryville (split)
- 2003 : Fake Boys
- 2005 : Who Do They Think They Are
- 2009 : Metabolismus Maximus

### Singles
- 2002 : As Long as We Dance We Are Not Dead (compilation)
- 2022 : Why Robocop Kraus Became the Love of My Life (compilation)